# Ophidiaster ophidianus
Ophidiaster ophidianus is een zeester uit de familie Ophidiasteridae. De wetenschappelijke naam van de soort werd in 1816 gepubliceerd door Jean-Baptiste de Lamarck.

## Beschrijving
De zeester Ophidiaster ophidianus heeft een grote kleurvariatie (van rood tot oranje) en kan bruine vlekken vertonen. De centrale schijf is klein, bedekt met onregelmatige platen, en de armen zijn dunner bij de centrale schijf. Op de armen lopen korte, in lijnen gerangschikte ademhalingspapillen van de centrale schijf naar de armuiteinden. Ophidiaster ophidianus kan een diameter van 20 tot 40 cm bereiken. 

## Verspreiding
Ophidiaster ophidianus wordt gevonden op rotsen van 5 tot 25 meter diep in de Middellandse Zee en de Atlantische Oceaan (van het vasteland van Portugal en de Azoren tot aan de Golf van Guinee).